# August Moeller
August Moeller, auch Möller (* 7. Oktober 1822 in Schwerin; † 20. September 1882 in Rostock; vollständiger Name: Karl Friedrich August Wilhelm Moeller) war Bürgermeister von Schwerin und Mitglied des Deutschen Reichstags.

## Leben
Moeller besuchte das Gymnasium Fridericianum Schwerin und studierte von 1841 bis 1843 Rechtswissenschaften an den Universitäten Rostock und Berlin. Bis 1851 war er Rechtsanwalt und dann Richter. Von 1851 bis 1858 war er Mitglied des Magistrats in Schwerin und von 1858 bis 1866 Bürgermeister. Ab 1866 war er Mitglied des Ober-Appellationsgerichts in Rostock.
Von 1877 bis 1878 war er Mitglied des Deutschen Reichstags für den Reichstagswahlkreis Großherzogtum Mecklenburg-Schwerin 1 (Hagenow, Grevesmühlen) und die Nationalliberale Partei.